# Thomas Orlowski

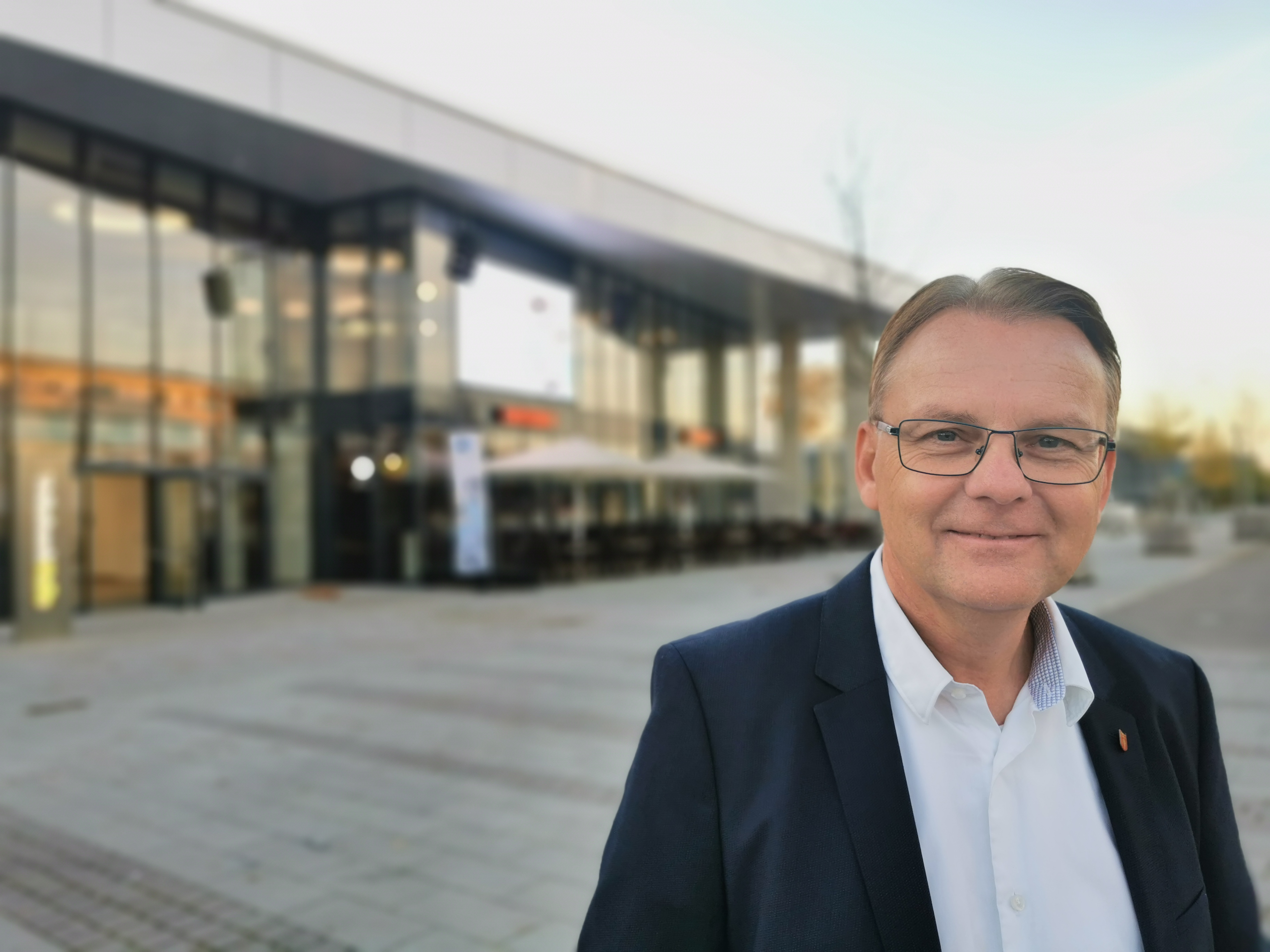
Thomas Orlowski vor der VolksbankHalle (2024)

Thomas Orlowski (* 1969 in Sztum) ist ein deutscher Politiker der SPD. Er ist seit 2020 Bürgermeister von Selm.

## Leben
Nach verschiedenen Stationen als Landesbeamter war Orlowski seit 2011 im Landesamt für Ausbildung, Fortbildung und Personalangelegenheiten der Polizei NRW in Selm. Hier war er stellvertretender Sachgebietsleiter der Zentralen Vergabestelle. Im Jahr 1999 trat er der SPD bei. Seit 2014 war Thomas Orlowski für die SPD Selm Mitglied im Stadtrat Selm, seit 2016 Vorsitzender der SPD-Fraktion. Am 27. September 2020 wurde er in einer Stichwahl gegen den Kandidaten der CDU mit 61,24 Prozent der gültigen Stimmen zum Bürgermeister gewählt.
Orlowski ist verheiratet; die Familie mit ihren zwei Kindern lebt in Selm.

## Kontroversen
Orlowski hatte in Personalfragen 2021 verwandtschaftliche Beziehungen zu einem Bewerber sowohl dem Auswahlgremium, bestehend aus der Beigeordneten, der Personaldezernentin und weiteren Mitarbeiterinnen und Mitarbeitern der Verwaltung, als auch den Mitgliedern des Stadtrates verheimlicht. Erst in der Sitzung des Rates, in der der Neffe des Bürgermeisters eingestellt werden sollte, wurde die Beziehung bekannt. Der Rat verschob den Beschluss daraufhin. Im Anschluss zog der Neffe von Orlowski seine Bewerbung zurück. Orlowski bezeichnete sein Verhalten im Nachgang als "schweren Fehler" und bat die Öffentlichkeit um Entschuldigung. Medial und politisch wurde massive Kritik an Orlowskis Verhalten geäußert. In einem neuen Auswahlverfahren, das auch von politischen Vertretern begleitet wurde, konnte schließlich ein geeigneter Bewerber gefunden werden.
Im Winter 2021/2022 haben die Redaktionen der Ruhr Nachrichten sowie des Hellweger Anzeigers die sogenannte „Abrechnungsaffäre“ aufgedeckt. Mehreren Mitgliedern des Kreistages des Kreises Unna und auch Mitglieder des Rates der Stadt Selm wurde vorgeworfen, Sitzungsgelder und Verdienstausfälle doppelt und in unberechtigter Höhe abgerechnet zu haben. An der Informationspolitik Orlowskis wurde deutliche Kritik geäußert.